# Sant Andreu de Tarerac

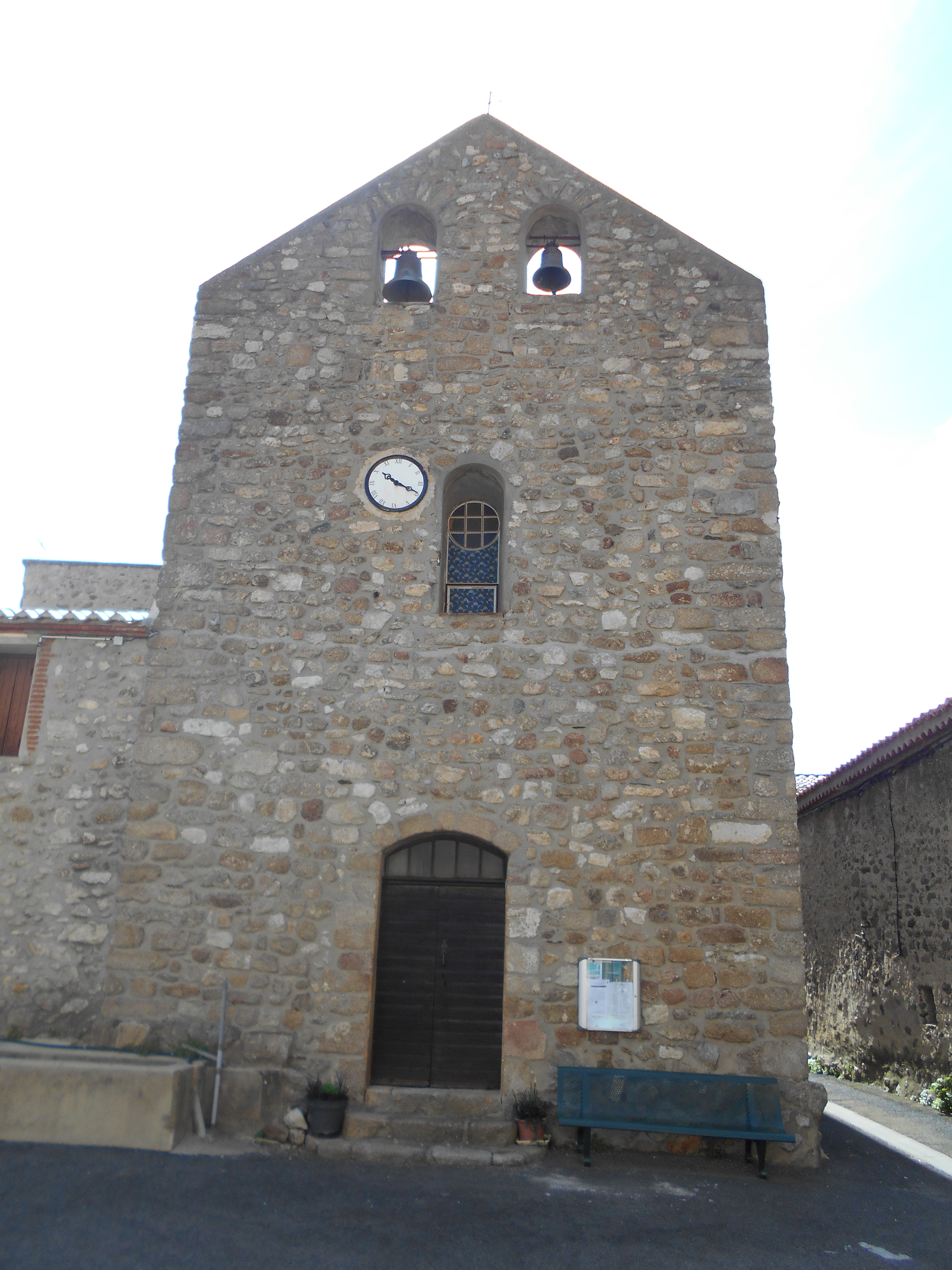
Frontis occidental de l'església

Sant Andreu de Tarerac és l'església parroquial del poble nord-català de Tarerac, a la comuna del mateix nom, de la comarca del Conflent.

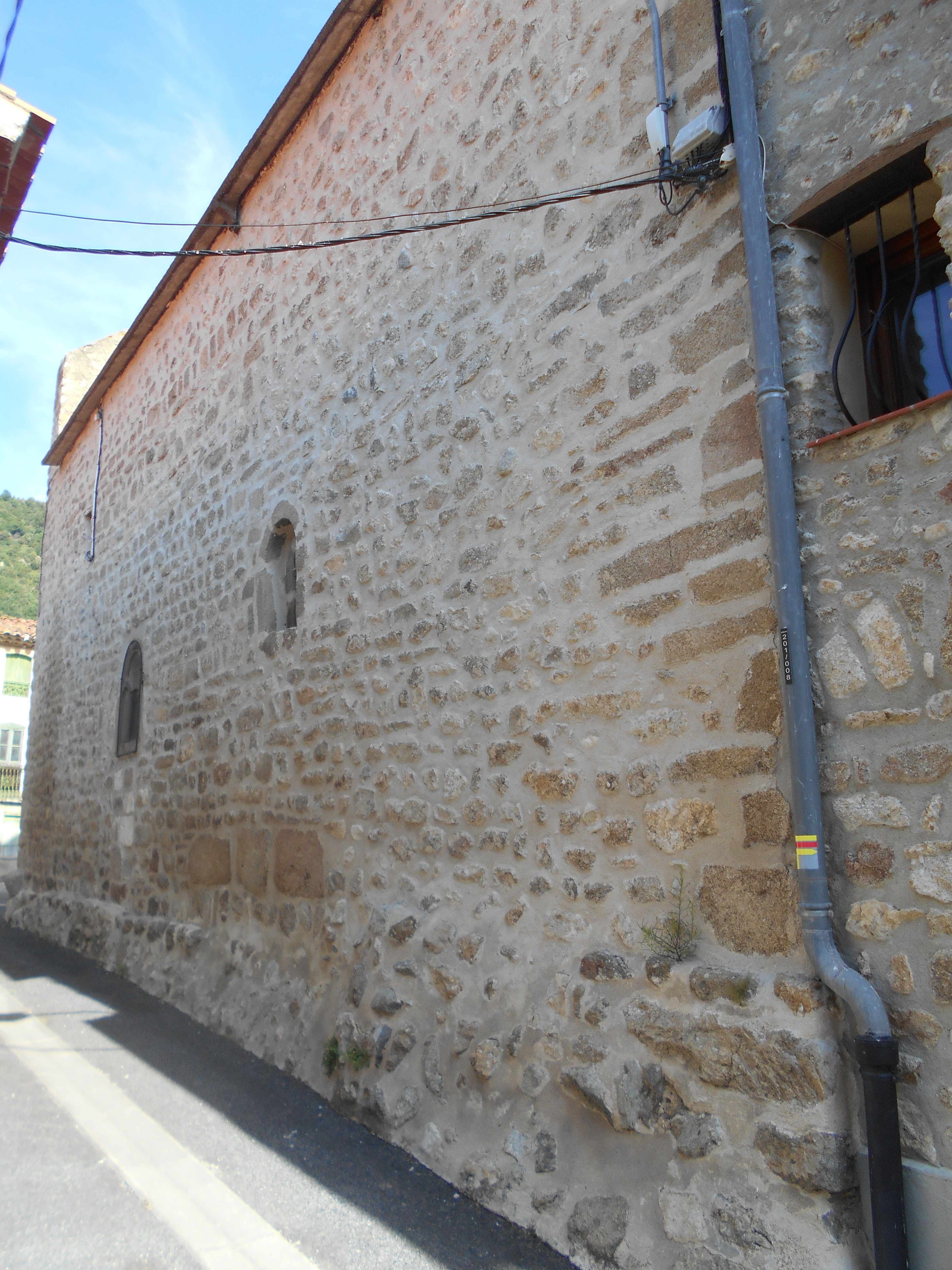
Façana meridional

És en el mateix poble de Tarerac, al nord-est del seu nucli urbà.

## Història

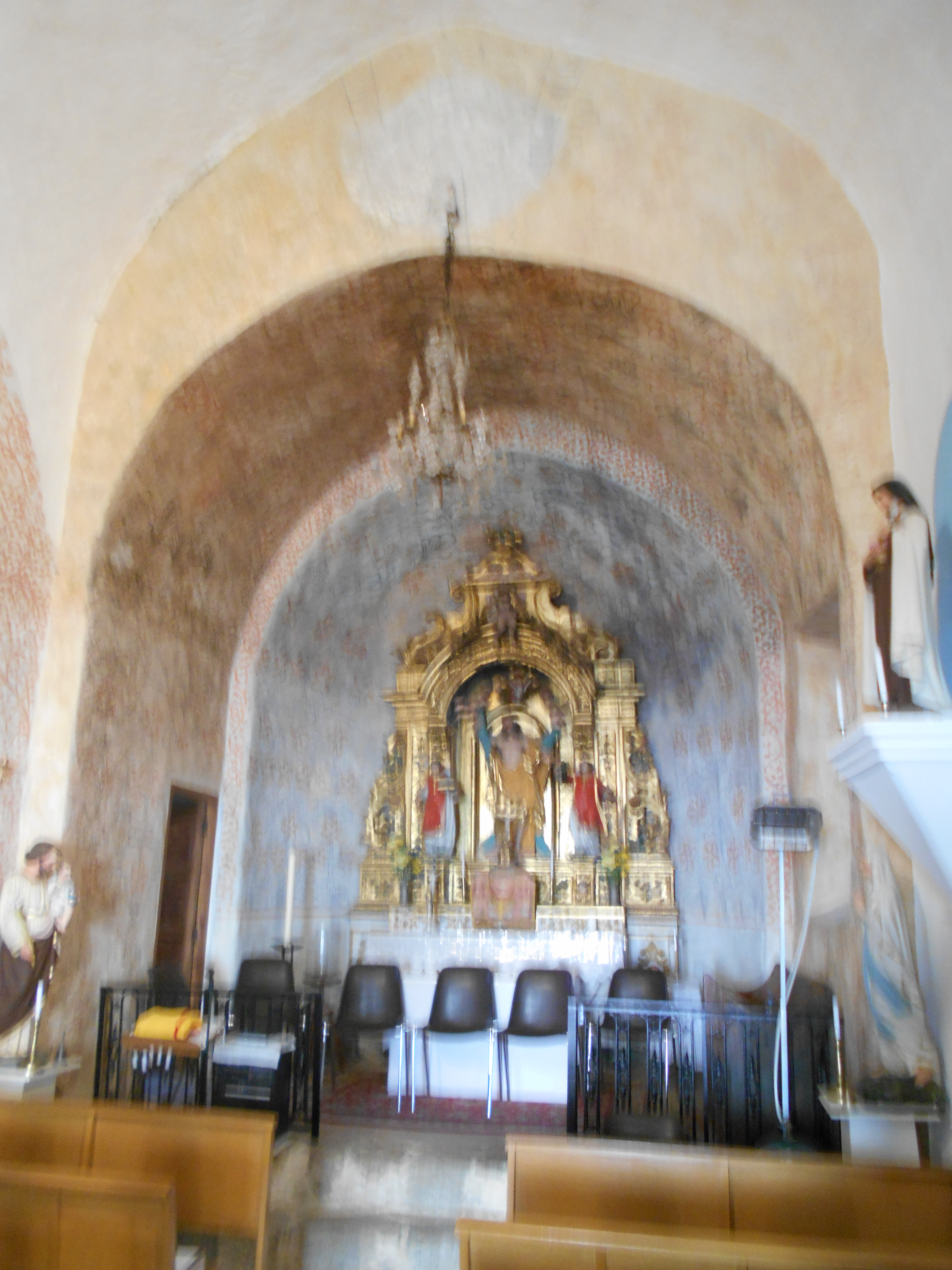
Absis de l'església

Dedicada a sant Andreu apòstol, és esmentada per primera vegada a la documentació el 1011, quan se n'indica que pertanyia a l'abadia de Sant Miquel de Cuixà en la ratificació que feu el papa Sergi IV de les possessions del monestir. En un escrit del segle xiv es registra que Guillem Mateu, rector Sancti Andreae de Taresaco assistí al sínode de Cuixà del 1351.

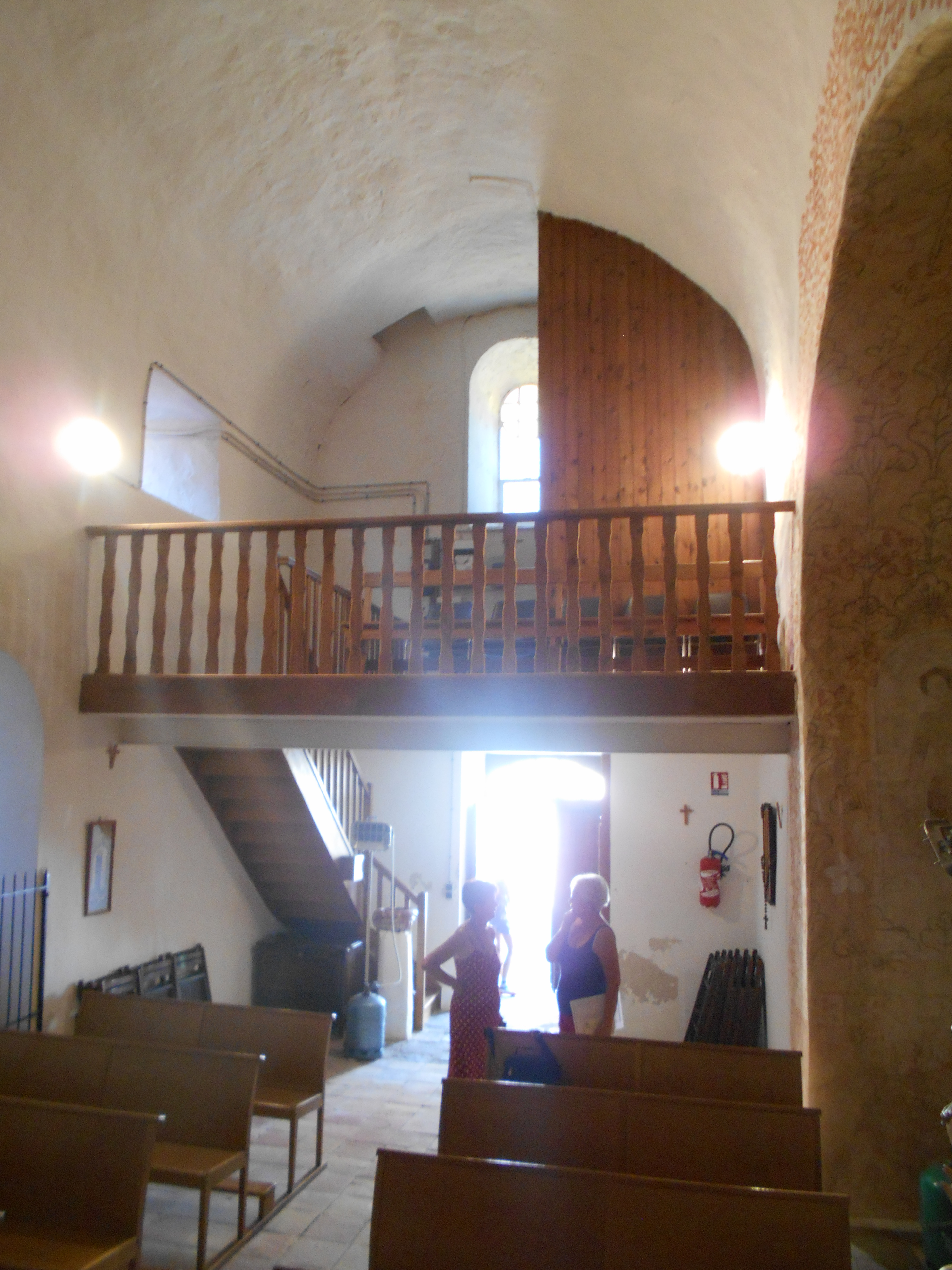
La nau

Sant Andreu va ser declarada monument històric de França el 23 d'octubre del 1972. Ha estat restaurada modernament, llevant-li l'arrebossat que n'amagava l'aparell exterior.

## Arquitectura i decoració
És un temple romànic que consta d'una sola nau coberta amb volta de canó, capçada a llevant per un absis semicircular cobert per una volta de quart d'esfera. Al mur sud de l'església hi ha inclòs un arc de mig punt, que havia format part de l'entrada original de l'església, tapiada en una reforma posterior. La porta actual és a la façana de ponent, que a mitjana alçada té una finestra d'arc rebaixat. Al capdamunt de la façana principal actual, a ponent, hi ha un campanar d'espadanya de dues obertures. Al mur meridional hi ha una petita finestra decorada, possiblement gòtica, en el lloc on originalment hi havia el portal d'entrada.
Són d'interès els retaules de l'altar major i el de sant Antoni, tots dos del segle xviii, i un calze de finals de l'edat mitjana.